# Tasso Wild
Tasso Wild (* 1. Dezember 1940 in Nürnberg) ist ein ehemaliger deutscher Fußballspieler. Bei den Vereinen 1. FC Nürnberg und Hertha BSC absolvierte der zu Beginn seiner Karriere im offensiven Mittelfeld aktive Techniker, ehe er bei Hertha BSC meist in der Abwehr aktiv war, insgesamt 167 Spiele in der Fußball-Bundesliga und erzielte dabei 25 Tore. Vor der Bundesligaära hatte er mit dem „Club“ 1961 die deutsche Fußballmeisterschaft und 1962 den DFB-Pokal gewonnen.

## Laufbahn

### 1. FC Nürnberg
Der technisch veranlagte, zumeist auf Halblinks agierende Offensivspieler Tasso Wild, debütierte in der Runde 1959/60 am 18. Spieltag in der Fußball-Oberliga Süd. Der „Club“ entschied die Auswärtspartie beim FC Bayern Hof mit 4:1 Toren und das Talent führte sich dabei an der Seite von Gustav Flachenecker und Heinz Strehl mit zwei Treffern ein. Er gehörte 1961 und 1962 den Meistermannschaften und 1963 der Vizemeistermannschaft im Süden an. Er absolvierte von 1959 bis 1963 in der Oberliga 74 Spiele und erzielte dabei 37 Tore.
Seine größten Erfolge erzielte Wild noch vor der Gründung der Bundesliga. So wurde er 1961 mit dem Club Deutscher Meister. Im Finale am 24. Juni in Hannover gegen Borussia Dortmund (3:0) konnte er aber infolge einer Verletzung aus dem Gruppenspiel vom 14. Juni gegen den 1. FC Köln (2:1) nicht teilnehmen. Im Jahr darauf traf er im DFB-Pokal-Finale in der Verlängerung zum 2:1-Endstand gegen Fortuna Düsseldorf. In der Bundesliga debütierte Wild 1963/64 am fünften Spieltag beim 5:3-Auswärtserfolg gegen den 1. FC Saarbrücken. Er erzielte für die Mannschaft von Trainer Herbert Widmayer in der Angriffsformation mit Kurt Dachlauer, Max Morlock, Heinz Strehl und Heinrich Müller den 1:2-Anschlusstreffer. In den Endrunden um die deutsche Fußballmeisterschaft hat Wild von 1961 bis 1963 in acht Spielen sechs Tore erzielt.
Andreas Weiß, Club-Jugendleiter von 1949 bis 1970, schildert den Übertritt von Wild aus Fürth Ende 1957 zum „Club“ mit folgenden Worten: „Beim Tasso Wild war es auch nicht ganz einfach [der Wechsel]. Der Vater hatte eine Bäckerei hinter der Burg und war schon jahrelang Club-Mitglied. Sein Sohn Tasso spielte bei Tuspo Nürnberg. Vater Wild kannte Bumbes Schmidt, und als der Trainer in Fürth wurde, schickte er seinen Tasso bei Bumbes in die Lehre. Nach einem Jahr kehrte Bumbes der Spielvereinigung den Rücken und sagte zu mir. ‚Jetzt könnt ihr den Tasso haben.‘ Bumbes versprach, mit Tassos Vater alles klar zu machen. Ich weiß noch genau, es war der Silvestersamstag 1957, als ich mich auf den Weg zur Bäckerei Wild machte. Schon an der Tür empfing mich Vater Wild mit einem komischen Gesichtsausdruck, eine Mischung zwischen traurig und peinlich. Schließlich rückte er mit der Sprache heraus: ‚Die Fürther haben mich doch noch rumgekriegt, der Tasso bleibt in Fürth.' Kurze Zeit später betrat Bumbes Schmidt den Laden. Als er den Sachverhalt vernahm, wurde er wütend: ‚Was, du Feigling hast dich von den Fürthern breitschlagen lassen? Der Tasso kommt sofort zum Club.' Inzwischen war auch Tasso im Laden erschienen. ‚Tasso, du kannst doch Maschinenschreiben, oder?‘, wandte sich Bumbes an den jungen Wild. Der bejahte. ‚Also‘, setzte Bumbes nach, ‚setz’ dich hin, spann’ einen Bogen Papier ein und schreib’: Hiermit erkläre ich per 31. Dezember 1957 meinen Austritt aus der SpVgg Fürth und bitte, mir umgehend meinen Pass zuzusenden.' Dann nahm Bumbes den Bogen, faltete ihn zusammen, steckte ihn in einen Umschlag, ließ sich von Vater Wild eine Briefmarke geben und schickte den Tasso los zum Briefkasten. So landete Tasso Wild bei uns.“
In den Europapokalspielen mit dem 1. FC Nürnberg ragten die Spiele 1961/62 bei den Landesmeistern gegen Benfica Lissabon heraus, trotz der klaren 0:6-Niederlage im Rückspiel am 22. Februar 1962 in Lissabon und die zwei Spiele im Halbfinale 1962/63 im Pokalsiegerwettbewerb gegen Titelverteidiger Atlético Madrid. Im Hinspiel in Nürnberg hatte Wild beide Tore zum 2:1-Heimerfolg gegen das Team von Atletico-Trainer José Villalonga erzielt. Das Rückspiel ging mit 0:2 gegen das Team um Torhüter Edgardo Madinabeytia, Feliciano Rivilla, Jorge Griffa, Adelardo und Enrique Collar verloren.
Immer wieder hatte Wild Probleme mit seinen Trainern. So verhängte ihm Max Merkel
eine 1500-Mark-Strafe, weil er nach Mitternacht in einer Bar gesehen wurde. 1967 wechselte er nach 79 Bundesligaeinsätzen mit 18 Toren für die Franken schließlich zu Hertha BSC.

### Hertha BSC
Mit den Hauptstädtern stieg er auf Anhieb aus der Regionalliga Berlin in die 1. Bundesliga auf. Die Meisterschaft hatten Wild & Co mit 55:5 Punkten und 104:11 Toren vor Tennis Borussia Berlin gewonnen. In der BL-Aufstiegsrunde setzte sich der Berliner Meister mit 11:5 Punkten gegenüber 9:7 von dem härtesten Rivalen Rot-Weiss Essen durch. In den vier Heimspielen fanden 298.000 Zuschauer den Weg in das Olympiastadion. Wild lief in allen acht Spielen der Aufstiegsrunde für die Hertha auf. Beim entscheidenden Spiel am 12. Juni gegen RW Essen (2:0) – mit Fred-Werner Bockholt, Heinz Stauvermann, Werner Kik, Herbert Weinberg, Helmut Littek, Willi Lippens – erzielte Wild vor 85.000 Zuschauern die 1:0-Führung. Mitspieler bei dem Aufstieg waren unter Trainer Helmut Kronsbein Spieler wie Torhüter Volkmar Groß, Lothar Groß, Uwe Witt, Werner Ipta, Rudolf Kröner, Dieter Krafczyk, Hans-Joachim Altendorff und Hans Eder.
Von 1968 bis 1971 kamen für Hertha BSC weitere 88 Bundesligaspiele dazu. Die nur noch sieben Tore waren seinem Wechsel in die Abwehr geschuldet. In den Runden 1969/70 und 1970/71 erreichte Wild mit Hertha jeweils den 3. Platz in der Bundesliga. Insgesamt hat Wild auch im Europapokal 22 Einsätze mit sechs Treffern zu verzeichnen.
Später wurde Tasso Wild im Zuge des Bundesliga-Skandals vom 24. Juli 1971 bis 30. Juni 1975 gesperrt. Am 26. November 1973 wurde er wieder begnadigt.
In den 1990ern saß er als Vizepräsident im Vorstand des 1. FC Nürnberg. Er war wieder in seine Heimatstadt Nürnberg zurückgekehrt, wo er als Geschäftsführer einer Großbäckerei arbeitete.